# Кочек
Кочек (пол. Koczek, нім. Waldersee) — село в Польщі, у гміні Свентайно Щиценського повіту Вармінсько-Мазурського воєводства.
Населення — 98 осіб (2011).
У 1975-1998 роках село належало до Ольштинського воєводства.

## Демографія
Демографічна структура станом на 31 березня 2011 року:
|          | Загалом | Допрацездатний вік | Працездатний вік | Постпрацездатний вік |
| -------- | ------- | ------------------ | ---------------- | -------------------- |
| Чоловіки | 52      | 10                 | 34               | 8                    |
| Жінки    | 46      | 12                 | 26               | 8                    |
| Разом    | 98      | 22                 | 60               | 16                   |